# Erica tradouwensis
Erica tradouwensis är en ljungväxtart som beskrevs av Robert Harold Compton. Erica tradouwensis ingår i släktet klockljungssläktet, och familjen ljungväxter. Inga underarter finns listade i Catalogue of Life.